# 丁若镛
丁若镛（1762年6月16日—1836年2月22日），字美镛，号茶山、与犹堂，朝鲜实学思想家，诗人，历任朝鲜文艺馆检阅、司宪府持平、司谏院正言、弘文馆修撰、京畿暗行御史、奎瀛府校书、谷山府使、刑曹参议等官职:1278-1279:396。谥号文度公。他“自幼希学圣，中岁渐希贤”:14，留有1,195篇著述和2,263首汉诗，内容涉及经学、政治、经济、法制、历史、地理、医药等诸多领域。他的茶山实学思想和文学创作在韩国和朝鲜学术界倍受关注，相关的研究則称为“茶山学”:导论2。
丁若镛是朝鲜王朝实学思想集大成者。他的茶山实学纵向继承了星湖李瀷、鹿庵权哲身等经世学派的实学传统，横向吸收了明清实学和朴趾源、李德懋、朴齐家等人的朝鲜北学派，以及天主教、西方科技等西学:23。他所生活的年代正处在朝鲜社会“转型期”的前夜:1。为“兴我旧邦”，“为天下国家”，他提出了包括等土地制度、行政制度、科学技术等各种社会改革方案。虽然他的改革方案最终没能得以实现，但其中蕴涵的“按劳分配”、“牧为民有”等平等思想对朝鲜半岛思想的近代化起到了启蒙的作用:39。茶山实学思想中的民权意识也使他在当今韩国学术界和民众中得到推崇:36。
丁若镛是朝鲜实学派具有代表性的现实主义诗人，是续李奎报之后成就最高的现实主义诗人:1278-1280。他从小就推崇“诗圣”杜甫:39-41，并有“杜甫还生诗人”的美誉:76。不过作为实学思想家，他的思想已经不再像杜甫那样是单纯的儒学，而是以实学思想为核心。这使得他的诗歌作品在内容上与杜诗同中有异，在艺术追求上也有所差别:113。丁若镛反对盲目推崇中国文化，在朴趾源倡导“朝鲜风”之后，他明确提出“朝鲜诗”的宣言，呼吁朝鲜诗人摆脱格律的束缚，用朝鲜人的方式表现本民族哀乐与情绪，讴歌本民族事物。他说：“我是朝鲜人，甘做朝鲜诗”:115。

## 生平

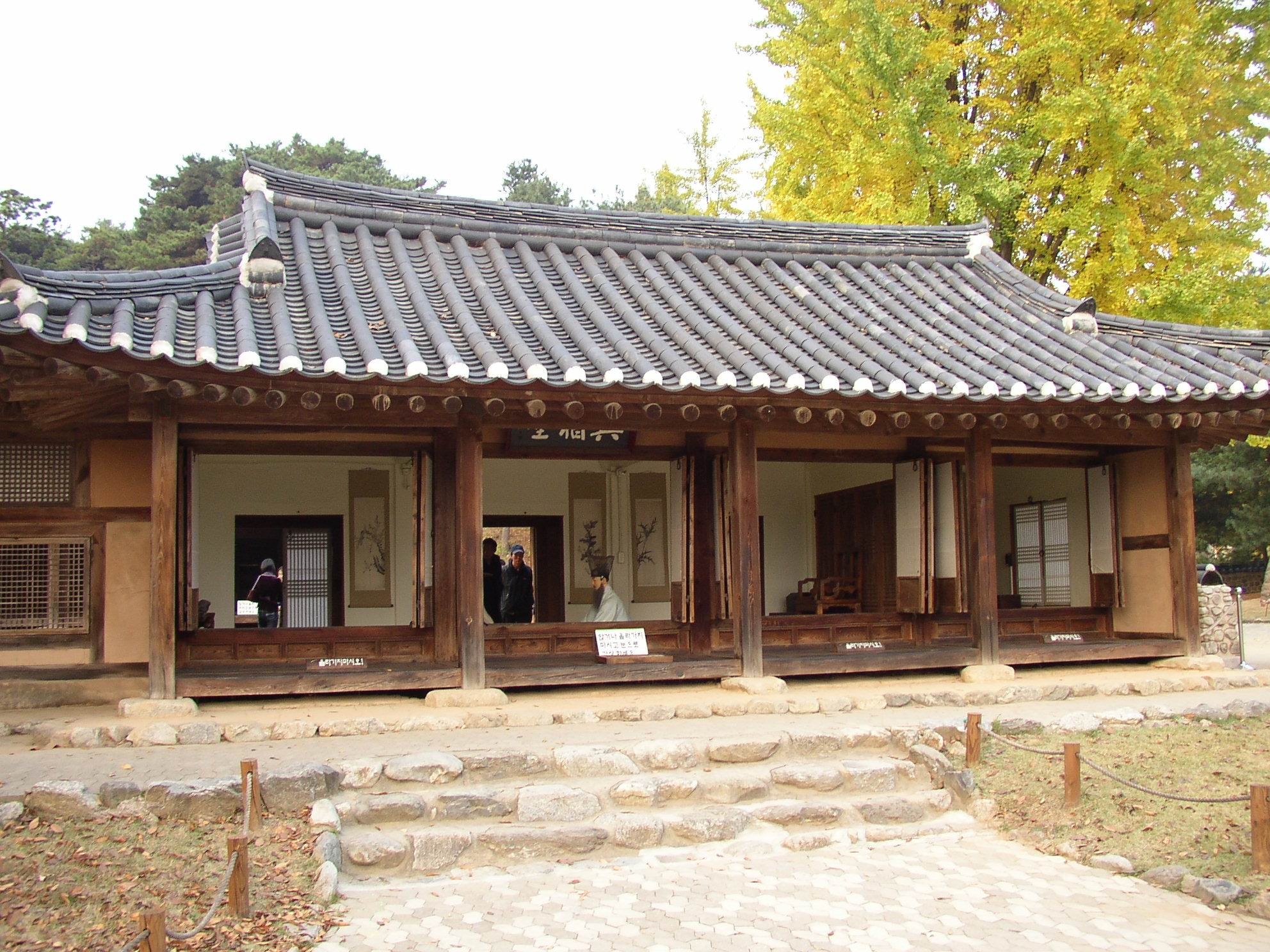
与犹堂故居

丁若镛1762年出生于京畿道广州府（现在的南楊州市鸟安面陵内里马岘村）的“八代玉堂”两班贵族家庭，本贯押海（今韩国全罗南道新安郡）。他的十三世祖丁允宗是高丽王朝的大将军。在丁允宗之后，连续九代都是武将。高丽灭亡后，丁衍心怀亡国之恨，拒绝在朝鲜王朝为官。直到丁子伋开始出仕，官至承文院校理。之后经丁寿岗、丁玉亨、丁应斗、丁胤福、丁好善、丁彦壁、直到丁时润（丁若镛第五世祖）连续八代都是“玉门出身”。此后，家道中落，他的高祖父丁道泰，荫补通德郎。曾祖父丁恒慎进士及第。祖父再次荫补通德郎。他的父亲丁载远（1730-1792年）历任全罗道和顺县监、庆尚道醴泉郡守、蔚山府使等地方官，其后终老于晋州牧使任上。丁若镛的母亲海南尹氏是朝鲜文学大师尹善道之后。丁载远的第一任夫人是宜宁南氏，育有长子若铉。南氏早逝后，丁载远娶了茶山的母亲，育有三子若铨、若钟、若镛。在他9岁的时候，丁若镛的母亲去世。之后，丁载远又娶了金氏。金氏侍奉载远公20年，育有一子若镶。丁若镛曾为金氏作《庶母金氏墓志铭》，为若镶作《为舍第镶赠言》。他的二哥若铨1801年辛酉邪狱时被流配，谪居16年后病逝于黑山岛。他的三哥若钟笃信天主教，在辛酉邪狱时殉教:14-15:1278-1279:396。丁若镛出生那年，丁载远因见思悼惨变，辞官还乡。丁若镛4岁时开始学习千字文，7岁时能开始作诗。有“小山蔽大山，远近地不同”之句。他的父亲曾将他10岁前的习作编辑于《三眉子集》（已失传），“文人硕士，莫不叹赏，知其必大成。”:19
丁若镛10岁即开始跟随父亲学习儒家经典。15岁的时候，丁载远出任户曹佐郎后，他随父亲搬到了朝鲜汉阳。在京城，丁若镛接触到了朝鲜实学大家经世致用派（又称星湖学派）的开创人和代表人物李瀷（号星湖）的遗稿，深受启发，并从此沉醉于实学。他经常悔恨自己出生太晚，并对后代子侄们说：“余之大梦，多从星湖私淑中觉来。”除研读李瀷遗稿，他还与李瀷的弟子李森焕、权哲身、李家焕、蔡济恭等交往。他一方面向李森焕学习了星湖经学，一方面向权哲身学习了星湖的实践道学。李家焕的博学对他也有很大的影响。除此之外，他还吸收了中国明清实学，并与朝鲜北学派的朴趾源、李德懋、朴齐家等人多有接触，曾先后阅读了朴齐家的《北学议》、朴趾源的《热河日记》等。23岁时，丁若镛从李檗（1754-1768年），开始接触西方天主教和阅读西学特别是科学技术类的书籍。:20-22
丁若镛23岁时考取进士，28岁时文科及第，得到正祖的赏识，奎章阁提学沈焕之称其为“文苑之奇才”。他先后但任过文艺馆检阅、司宪府持平、司谏院正言、弘文馆修撰、奎瀛府校书、谷山府吏、刑曹参议等职务。他在1789年和1792年分别设计了汉江浮桥和水原华城:1279:396。在修建水原华城的过程中，他运用了滑车、鼓轮等机械装置，不仅解决了工程难题还为朝鲜国库节省了4万余两的白银。33岁时，他獲派为京畿暗行御史，廉查积城、麻田、涟川、朔宁郡等地。他关心百姓疾苦，惩处贪官污吏，深受百姓爱戴，但也因此得罪了朝中权臣:23-24。
1801年，正祖忽然驾崩。反对派得势后开始残酷镇压南人派，史称“辛酉邪狱”。丁若镛的三哥丁若钟在辛酉邪狱期间被斩首。他的二哥丁若铨則遭到流放。丁若镛也发配到庆尚道长鬐。同年10月，他又因黄嗣永帛书事件而押至汉阳，后再次发配到康津。在流放期间，他近距离接触到了下层社会。他的大部分著作都是在此期间完成，他还创作出了许多反映百姓疾苦的现实主义文学作品。在流放期間，他完成了多部关于《尚书》的研究著作，包括《梅氏（尚）书平》九卷、《古训蒐略》六卷和《尚书知远录》七卷。1818年，56岁的丁若镛獲释返乡，结束了长达18年的流配生活。后来不复为官，潜心治学，从事著述18年，于1836年去世:24:1278-1293:40:396-404。1885年，朝鲜高宗追谥他为“文度公”:1293。

## 思想与作为
丁若镛的哲学思想有很浓的唯物主义色彩:26。茶山实学融汇“经世致用”、“利用厚生”和“实事求是”的朝鲜实学思想，又与西方科学精神和技术合为一体:26。他的实学思想可以分为修己之学和治人之学:30。

### 修己之学
修己之学，即茶山“仁学观”可以概括为“行仁主体之实践伦理”。茶山“仁学观”与宋明理学有许多不同之处。宋明理学认为仁是“心之德”，是先天的、内在的。而丁若镛认为宋明心性学说丢弃了儒家的原始道德论。他说：“古学用力在行事，而以行事为治心；今学用力在养心，以养心至废事故也。”他认为仁德不能以心为仁，仁德只能在实践中成就，主张道德与行事的统一。茶山的“行事”有道德实践和事功两重含义。他强调道德修养必须与事功结合起来。有利于国家和百姓的“事功”都是仁的实现，从事“事功”的人都是仁之人，即“仁者非本心之全德、亦事功之所成耳。”:30-32

### 治人之学
茶山实学思想不仅仅是要“修己”以“为仁”，更要确立一个健全的政治、经济秩序。其实学思想的要领在于“拯救民生”:32。茶山所处的时代是朝鲜社会“转型期”的前夜。他一生经历了英祖（1724-1776）、正祖（1776-1800）、纯祖（1800-1834）、宪宗（1827-1849）四个朝代。1800年，正祖的突然驾崩使“英正盛世”成为昙花一现。年仅11岁的纯祖即位后，外戚势力很快凌驾于王权之上，对时派、南人派进行疯狂报复与镇压。英正时期的改革成果也在“势道政治”中付之东流:1-5。茶山以孔孟之道为根基，为现实社会寻求良方，写下涉及田制、行政、技术、赋税制度、身份制度、人才制度等诸多方面的“一表二书”（《经世遗表》、《牧民心书》、《钦钦新书》）和相关著述，为“兴我旧邦”，“为天下国家”，提出较为完备的改革方案和社会构想:32。

#### 土地制度改革

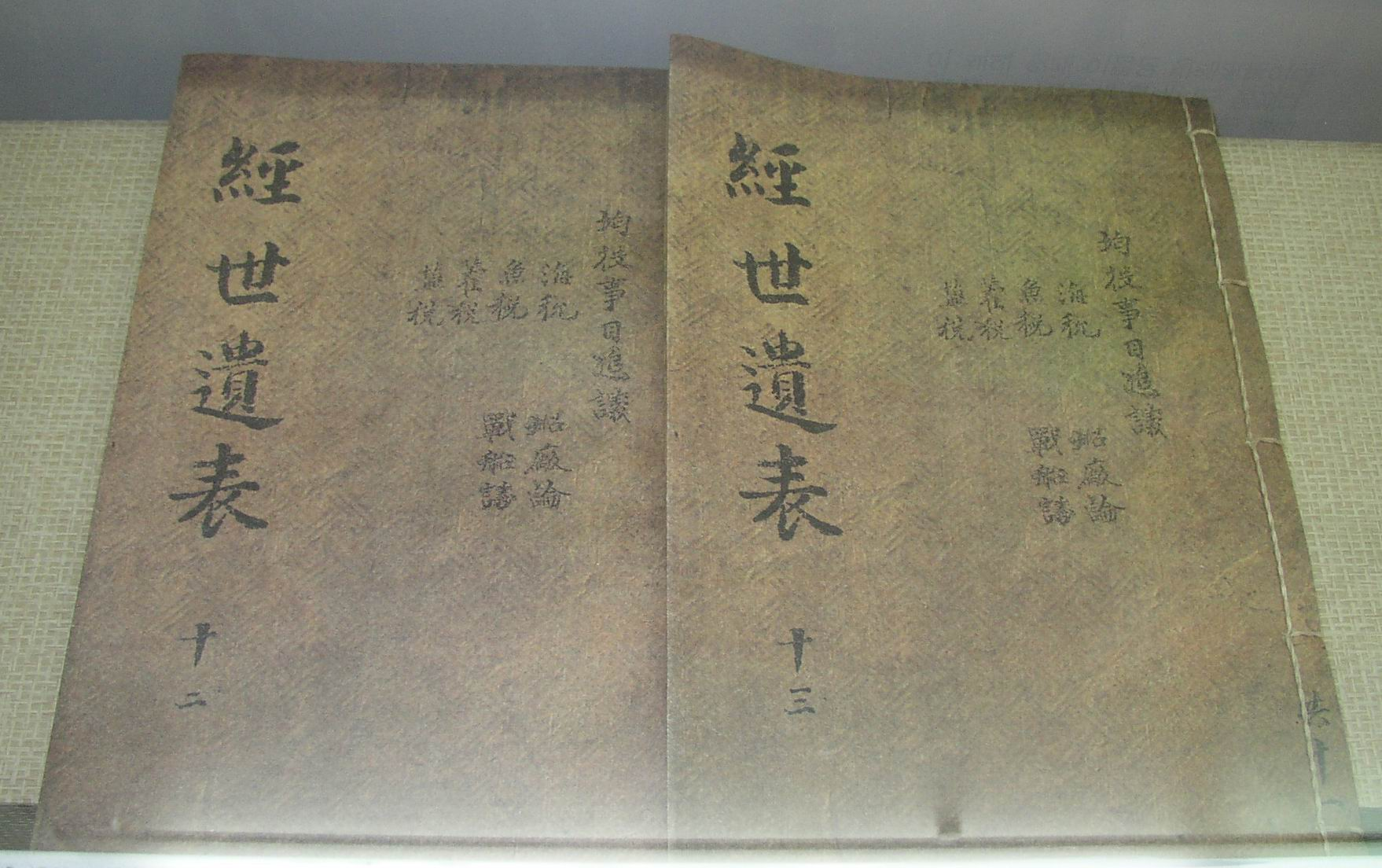
《经世遗表》

土地制度改革是丁若镛改革构想中最具创见的部分。《经世遗表》有近一半的篇幅是论述土地制度改革。在丁若镛所生活的年代，土地虽然名义上是归国家所有，但实际上大多数土地都是由两班贵族所控制。国家对百姓征收收入二十分之一的税收，而地主却征收佃农二分之一的收入作为地租。这导致，朝鲜国库日空，百姓生活日窘。在借鉴中国井田制，柳馨远（1622-1673）的均田制，李瀷的限田制后，丁若镛根据朝鲜当时的国情，提出了“农者得田，不为农者不得之”的具有东方平等社会色彩的“闾田制”。:33
在闾田制下，每三十户左右的人家构成一个国家基本单位闾。每个闾的土地由闾内的居民集团耕种。每个闾设一名闾长，负责管理闾内土地和成员，记录成员的劳动时间。秋收时，收成的十分之一以上上缴国库，扣除闾长的俸禄后，剩下的收成按劳分配给闾民。闾田制体现了按劳分配的朝鲜社会平等思想。劳动者将十分之一的收入上缴后，拥有所有的剩余。丁若镛认为此举可以激发农民的劳动积极性，提高农业生产力。:34
在《田论》中，丁若镛指出只要国家保证人口的自由流动，闾田制最终能实现土地和人口的均匀分布。他根据自己在流配期间的亲身经历认为，朝鲜现行的赋税制度的症结在于“漏结”。两班和富商隐瞒土地，偷税漏税现象严重。为此，他提出重新丈量土地的改革建议。丁若镛在《井田议一》中说：“不必天下之民悉劝之为民也，农者为农，矿者为矿，不相妨也。”可见，他并不排斥非农产业，肯定了农业与矿业的并存状况。不过他又说：“君子之道斥利轻财，聚敛之臣不如盗臣，凡言兴利者皆小人也。”可见他所希望的理想社会是以农业为中心的社会，对发展商业持保守立态度。:35
闾田制是建立在土地国有基础上的，但当时朝鲜土地虽名义上归国家所有，实际上大多数土地由两班贵族控制。因此闾田制在实施上有很大的障碍。闾田制的按劳分配也將两班贵族排除在外:35。“茶山所以提出闾田制，其目的不在于社会经济的调整，乃在于全面重构社会。”

#### 行政制度改革
丁若镛有关行政制度改革的思想主要记载于《牧民心书》、《原牧》、《原政》、《汤论》等著述中。他认为在上古时期，牧民之官都是由民众推举选出。因此，“牧为民有也”，牧民官应该应民之需，服务于民。他的这种思想的根基是孟子的“性善论”、“保民而王”、“民贵君轻”等爱民思想。在《牧民心书》中，他强调牧民之官应该具有三伦：律己、奉公、爱民。只有严于律己，刻苦奉公，才是真正的爱民。他认为清正廉洁是为官之本，“廉者，牧之本务，万善之源，诸德之根，不廉而能牧者，未之有也。”他还奉劝为官者注意约束亲友，以避疑谤，“亲戚古旧，多居部内，宜申严约束，以绝疑谤，以保情好。”丁若镛的思想虽然没有挑战王权，但降低了两班贵族等当权阶级的地位，提升了民的等级。他的这种民权意识使他在当今韩国学术界和民众中得到推崇。:36
丁若镛还对朝鲜当时的科举制度和人才任用制度提出了批评。他指出科举制度没有科目之分，也没有荐举之法，无益于选拔优秀人才。他建议科举考试应该分科目进行，这样才能使在各领域有特殊才能的人才脱颖而出。他还主张在人才任用方面打破地域、嫡庶限制，任人唯贤，这样才能举一国之贤强国裕民。此外，他还提出精简政府机构，减少官吏数量，提高工作效率，以解决人浮于事的问题和减轻百姓税收负担。针对当时朝鲜官吏贪腐现象，他还提出健全官吏考核制度的建议。:36-37
在《钦钦新书》中，丁若镛提出了公正断案，减少冤案的刑法观点。《钦钦新书》记载道：“钦钦者何也？人命之狱，治者或寡，本之以经史，佐之以批议，证之以公案，咸有商订，以授狱理，翼其无冤枉，镛之志也。”:38

#### 科学技术

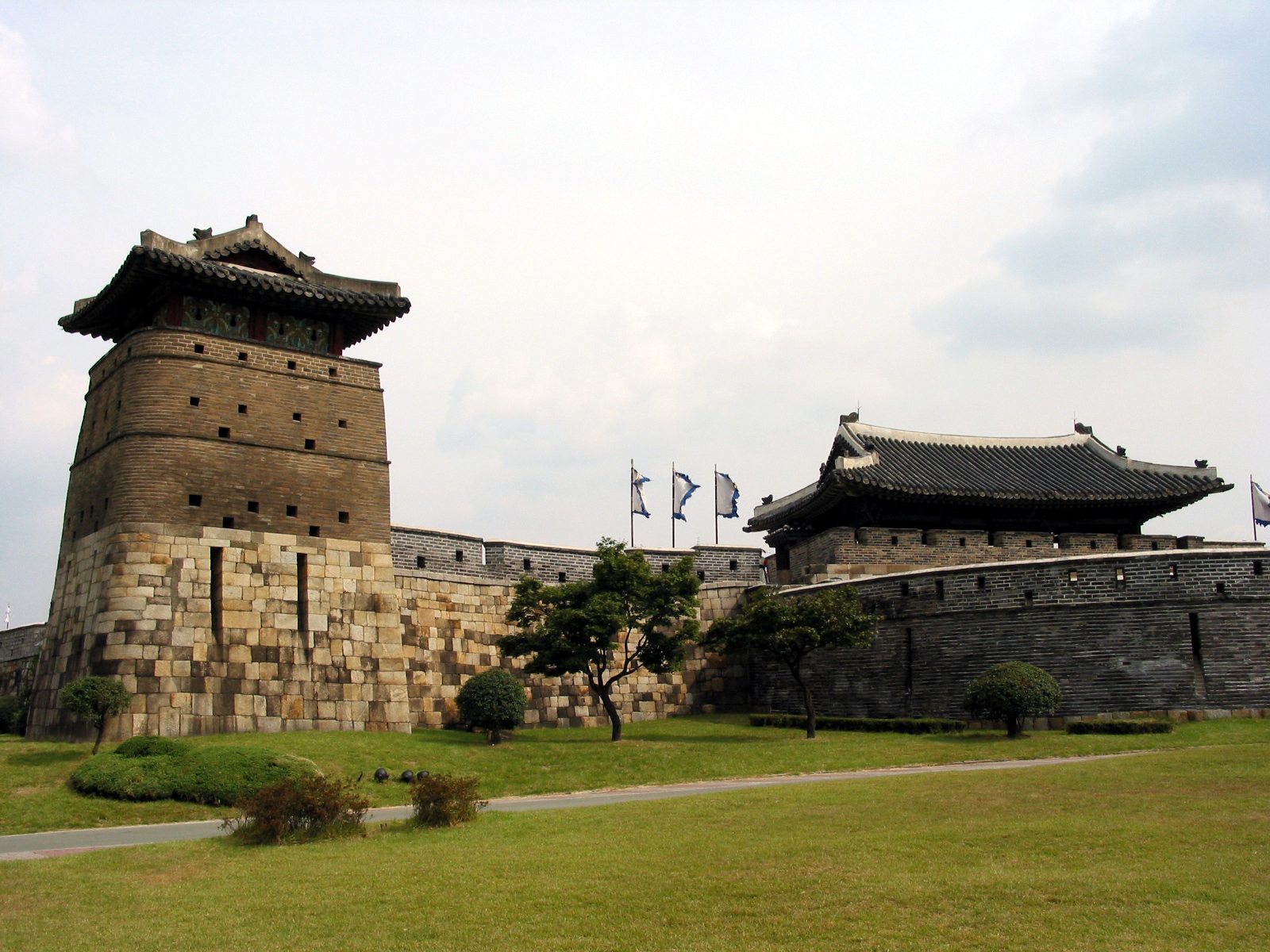
丁若镛设计的水原华城

丁若镛与“利用厚生派”实学一样，主张北学中国。他还曾提议在工曹之中设立专门负责从中国学校科学技术的“利用监”。他特别强调学习与国计民生密切相关的知识和技术，培养朝鲜自己的技术人才。他相信“如此一来，不出十年，必能国富民强。”他在《技艺论》中强调发展农业技术、纺织技术、军事技术、建筑运输和医药之学；在《原政》中强调发展水利、种植、畜牧、狩猎、采矿等技术。:37-38
朝鲜三面环海，他指出提高造船之法对发展经济和巩固国防都有着重要的意义。他通过实验，提出了多项合理实用的造船方案。他还在和平时期敏锐地预感到战争的临近，极力呼吁朝廷居安思危，巩固国防，说“兵可百年不用，不可一日无备”。他在《地理策》、《民堡议》、《军器论》、《战船策》等文章中极有先见之明地呼吁朝鲜朝廷加固城池，开发火力更为强大的大炮，制造更为先进的战船，同时加强战略、战术的研究和军队的实战能力。:38
1793年，丁若镛设计了水原华城。《城说》详细记载了他关于华城的设计。华城坚固美观，易守难攻，在建筑技术和工艺水平方面，超出了朝鲜都城汉阳城。朝鲜正祖曾为此给予他高度的评价。在华城的建设过程中，他设计的游衡车和研发的引重、起重技术和起重机等新设备节省了大量的人财物力。:38
丁若镛对医学也很有研究。他通过文献研究和实验成功地将种痘术引入朝鲜。他还苦心研究民间疗法，编纂了《村病或治》一书，旨在帮助百姓防病治病，改善朝鲜民间的医疗状况。:38

## 著作

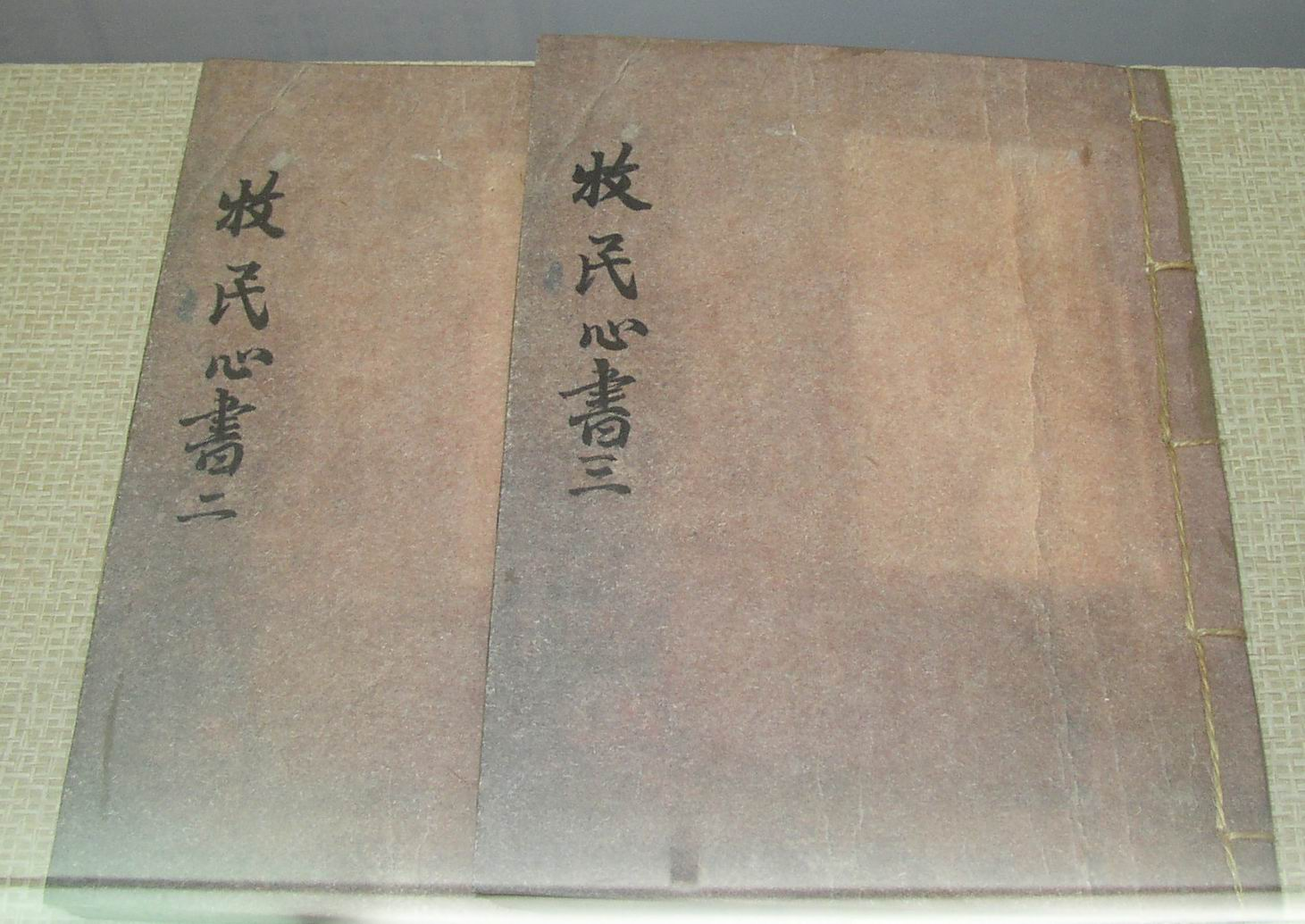
《牧民心书》

丁若镛在政治、经济、法制、水利、医学等诸多方面留有包括《经世遗表》、《牧民心书》、《钦钦新书》、《麻科会通》等著作:1279。
丁若镛政论文和他的诗歌一样，充满了对统治阶级的辛辣讽刺与批评。《还上论》是篇批评官府借粮制度不合理性的文章。作者在文中主张取消这种让农民更加赤贫的制度。《田论》对土地制度的种种弊端进行了谴责，并提出施行维护农民权益“闾田法”。《监司论》将统治者比喻成强盗，将他们的罪恶昭彰于世。《乡吏论》表达了作者认为乡吏比凶猛的老虎和鹰还凶恶的观点。《原牧》是揭露封建等级制度和剥削的文章，反映出作者民主主义的思想。:1292
丁若镛是续李奎报之后，成就最高的现实主义诗人。他留有《与犹堂全书》，其中收录有2400余首汉诗。丁若镛创作了诸如《饥民诗》、《夏日对酒》、《苦雨行》、《哀绝阳》等反映百姓悲惨生活的诗歌。他还仿照杜甫的《三吏三别》创作了揭露腐败残暴封建官吏的汉诗《波池吏》、《龙山吏》、《海南吏》（“三吏”），以及《石隅别》、《沙泙别》、《龙潭别》（“三别”），此外还创作了鞭挞官僚鱼肉百姓的“三行”（《狸奴行》、《猎虎行》、《僧拨松行》）。:1278-1293:396-404

## 丁若镛与杜甫
与许多朝鲜王朝诗人一样，丁若镛推崇“诗圣”杜甫，并尊杜甫为诗界孔子:39-41。他从小就喜欢杜甫的诗。年谱有云：“十三岁，手抄杜诗，仿而步韵，深得杜意，凡数百首。”:19，并有“杜甫还生诗人”的美誉:76。由于丁若镛与杜甫处在不同的国家和年代，他的思想已经不再像杜甫那样是单纯的儒学，而是以实学思想为核心。这使得他的诗歌作品在内容上与杜诗同中有异，在艺术追求上也有所差别:113。
丁若镛与杜甫都生活在各自时代的转折期。杜甫经历了盛唐到安史之乱的巨大变化，以及之后的皇权更迭，社会动荡，诗人自己的流离失所。一千多年后的丁若镛虽然没像杜甫那样身处战争年代，但也经历了朝鲜王朝末期 “英正中兴”短暂繁荣后，社会体系面临崩溃，王权统治走向衰亡:76。杜甫诗歌内容很多都是有关战争的动荡和对战乱祸国殃民的反思，而丁若镛的诗歌则很多都是关注政治祸乱和对制度的省察:76-85。
这两位儒学家都有“以民为本”的儒家思想。杜甫的诗歌大量描写了战乱中遭受兵役、租税摧残的百姓痛苦生活。但杜甫笔下的罹难百姓对未来存有希望，怀有为国捐躯的豪情。丁若镛的诗歌则大量描写了凄惨的黎民。他对百姓悲惨生活的描写往往是赤裸裸的，而不像杜甫那样“温柔敦厚”，除了凄惨还是凄惨，让人不忍闻，不忍见。这主要是两人在不同历史背景下不同的政治理想，以及丁若镛“人性平等”的哲学思想的反映。在丁若镛眼中统治者和被统治者是平等的:94-103。他认为“发狂大叫何无礼，要自胸中嵬磊来”，只要是出于公心，发自真情，即使“发狂大叫”也不算是“无礼”，同样是美好的:68。
杜甫自言自己的诗风“沉郁顿挫”。丁若镛很推服杜诗的这种“沉郁”、“顿挫”之美。他的诗也颇具杜诗的“沉郁”之情、“顿挫”之感，而且他的诗起伏更加剧烈，情感更加激荡昂扬，呈现出“抑扬激越”的风格。他的诗经常通过使用对立结构和对照手法，突显社会矛盾，给人以深刻的启示，凸显茶山诗的理性审视和犀利的批判锋芒。:131-133
在叙事特点方面，杜甫有“主客融合”的特点。在杜甫的叙事诗中，诗人多采用第一视角，常常融入诗人自己的主观感受和观点。诗人往往成为诗中的人物。这种“主客融合”的叙事方式是中国诗歌自《诗经》以来的抒情传统。在杜甫的“三吏”（《新安吏》、《潼关吏》、《石壕吏》）中，叙事都是以诗人自我视角展开，既有诗人自己的言行也有对客观事态的描摹。丁若镛的叙事诗往往采用的是“主客分离”的第三视角。在他效仿杜甫“三吏”创作的《波池吏》、《龙山吏》、《海南吏》中，没有自己言行的描述。诗人以观察者的视角理性、客观地写人叙事，这是他“致用”实学思想和“兴我旧邦”创作动机的体现。:139-144

## 影視

### 電視劇
| 劇名     | 演員   | 備註 |
| 《李祘》 | 宋昶儀 |      |

### 電影
| 片名         | 演員   | 備註 |
| 《隨風而逝》 | 宋仲基 |      |
| 《茲山魚譜》 | 柳承龍 |      |